# J・J・JACKS
J.J.JACKS（ジェー・ジェー・ジャックス）は、新日本プロレスのプロレスラー、野上彰と飯塚高史のタッグチーム。JJジャックスとも表記される。J.J.JACKSは「ジャパニーズ・ジョリー・ジャックス」の略で意味は「日本の陽気な男たち」。

## 概要
1993年9月に結成し、幾度かIWGPタッグ王座に挑戦するも獲得には至らず、1996年3月に解散した。
名付け親はリングアナの田中秀和。会社から若い層にアピールできるものをと考案され、年齢は若いながらもやや中堅どころとなっていた野上と飯塚を抜擢。会社側がオリジナル曲『JJジャックスのテーマ』を用意し、おそろいの紫を基調にしたフリンジ付きコスチュームを用意したものの、試合スタイルの地味さから不相応の着させられている感が強まり、身内レスラーやファンから格好のネタにされることが増えていった。このため解散後は2選手にとって黒歴史的に語られることが多い。
両者がそれぞれJのポーズを手で表す「JJジャックスポーズ」もあり、こちらはNHK『あまちゃん』（2013年）内に出てくるJJガールズ（のちに「潮騒のメモリーズ」に改称）のポーズのネタ元とされた。
なお、「ハンサム・タワーズ」というチーム名候補もあったという。
その後、ヒールターンした飯塚とフリーで新日本プロレスに参戦していたAKIRA（野上）が対戦した際、元タッグパートナー同士による遺恨が勃発。
2011年6月9日、AKIRAの参戦団体「SMASH」において、初代SMASH王座決定トーナメントの1回戦で対戦した。